# Ушшактал (авиабаза)
Ушшактал — авиационная база (авиабаза, АБ)  ВС НОАК в Ланьчжоуском военном округе КНР в 160 км к югу от города Урумчи.
На авиабазе базируется 141 иабр на вооружении которого состоят 36 единиц J-7E.

## История
До 1988 года полк был в составе 16-й дивизии базировавшейся в Авиабазе Цзилинь, после чего он был преобразована в Шэньянский военный округ в качестве тренировочной базы.
В июле 2011 года полк была перевооружена на истребители J-7E, а в апреле 2012 переформированы в бригаду с перебазированием на авиабазу Малан.
Бригада подчиняется авиабазе Урумчи.